# فرودگاه شهری ویلیتس
فرودگاه شهری ویلیتس (به انگلیسی: Willits Municipal Airport) (به زبان بومی: Ells Field) یک فرودگاه همگانی   است که یک باند فرود آسفالت دارد و طول باند آن ۹۱۴ متر است. این فرودگاه در  کشور ایالات متحده آمریکا قرار دارد و در ارتفاع ۶۲۸٫۸ متری از سطح دریا واقع شده است.